# Andrzej Zaporowski

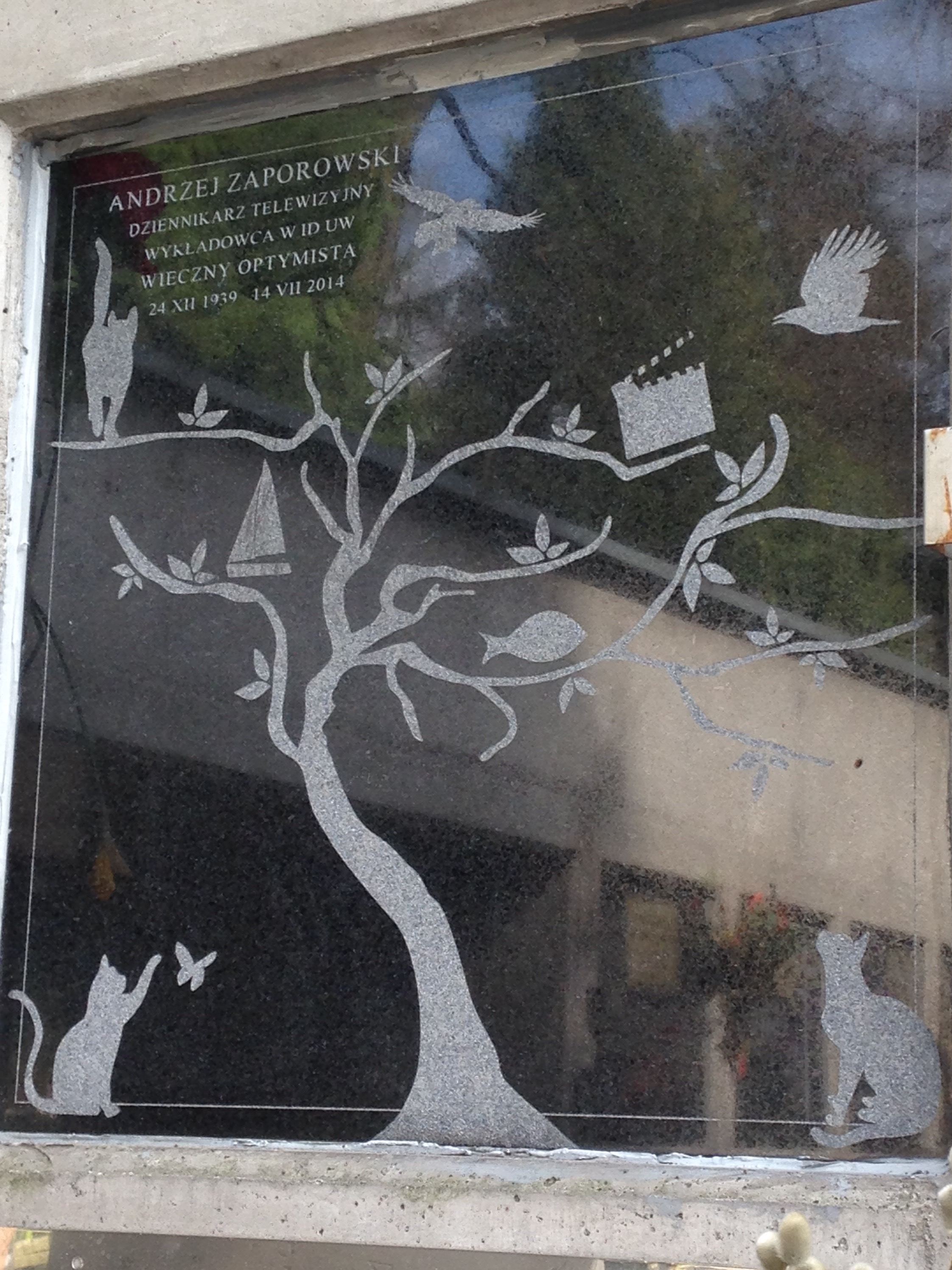
Grób dziennikarza Andrzeja Zaporowskiego na Cmentarzu Wojskowym na Powązkach w Warszawie

Andrzej Zaporowski (ur. 24 grudnia 1939, zm. 14 lipca 2014) – polski dziennikarz telewizyjny i reżyser TV, wykładowca w Instytucie Dziennikarstwa Uniwersytetu Warszawskiego. 
Był absolwentem Państwowej Wyższej Szkoły Filmowej w Łodzi (obecnie Państwowa Wyższa Szkoła Filmowa, Telewizyjna i Teatralna im. Leona Schillera w Łodzi) oraz Wydziału Dziennikarstwa Uniwersytetu Warszawskiego. Jak dziennikarz i reżyser TV w ciągu 30-lat pracy współtworzył w TVP takie programy publicystyczne jak między innymi: "Listy o gospodarce", "Studio 2", "Turniej Miast", "Forum" czy "Wielki-mały biznes". Specjalizował się w dziedzinie komunikacji społecznej i środków masowego przekazu. Był inicjatorem ogłoszenia w Polsce – Dnia Flagi Rzeczypospolitej Polskiej.